# Ivars Sīlis
Ivars Sīlis (* 1. Dezember 1940 in Riga) ist ein lettisch-grönländischer Fotograf, Schriftsteller, Filmproduzent und Honorarkonsul.

## Leben
Ivars Sīlis ist der Sohn von Jānis Sīlis (1908–?) und Hermīne Tatjana Bremze Greitāne (1920–2015). 1944 flüchtete er gemeinsam mit seiner Mutter und seinem kleinen Bruder nach Kopenhagen. Dort besuchte er da Gymnasium in Gladsaxe, das er 1959 abschloss. 1964 schloss er ein Studium an Dänemarks Ingenieurakademie ab und arbeitete anschließend für drei Jahre als Geophysiker in Grönland. Später war er Teilnehmer mehrerer Expeditionen nach Grönland, Kanada und Spitzbergen.
Am 19. Juni 1976 heiratete er die grönländische Künstlerin Aka Høegh (* 1947). Aus der Ehe gingen die beiden Kinder Inuk Silis-Høegh (* 1972) und Bolatta Silis-Høegh (* 1981) hervor, die beide als Künstler und Filmschaffender bzw. Schriftstellerin tätig sind.
Er veröffentlichte zahlreiche Bücher, teils belletristische und teils Fotoserien, die er auch auf Grönländisch, Englisch und Lettisch herausgab. Seine Fotoausstellungen wurden weltweit gezeigt. 1994 veröffentlichte er seinen ersten Dokumentarfilm Vor enestående tid (Frozen Annals) über Umweltforschung, der von den Vereinten Nationen ausgezeichnet wurde. Sein Film Andala og Sofiannguaq wurde 2002 auf dem Odense International Film Festival als bester Dokumentarfilm ausgezeichnet. Seit 2010 ist Ivars Sīlis lettischer Honorarkonsul in Grönland.

## Werke
- 1970: Slædesporene fyger til
- 1971: Foreløbig rapport over en foto-mæssig skildring af erhvervskulturen hos polareskimoerne i Thule i 1971
- 1980: Rolf Bökemeier: Leben im hohen Norden – Grönland (Illustrationen)
- 1981: Nanoq (mit Aka Høegh)
- 1982: Kalaaleq / Grønland i dag / Greenland today
- 1985: Tuugaalik – En historie om narhvalen, de arktiske haves mystiske skabning
- 1989: Verdens største nationalpark – Nord- og Østgrønland
- 1993: Breve fra Letland (Hörbuch)
- 1994: Hvide horisonter – Verdens største nationalpark
- 1995: Sten og menneske – Nordisk kunstprojekt i Sydgrønland
- 1997: Hvalernes Fjord – En højarktisk sommer
- 1998: Katuaq – Kulturip Illorsua / Grønlands Kulturhus / Cultural Centre Greenland
- 1999: Kender du Qaqortoq? – Byen bag storisen
- 2000: Min hvide verden – 30 år med kamera i Grønland
- 2001: Jagtbreve fra Arktis
- 2006: Nabagi pilīs
- 2007: Kap Farvel – Hvor kulturer mødes
- 2007: Arktis – En verden af krystal / Arctic – Our crystal world / Arktika – Mūsu kristāla pasaule (mit Fred Bruemmer und Andris Slapiņš)
- 2009: Slot under vand – Flygtningedreng i efterkrigstidens Danmark
- 2010: Disko

## Filmografie
- 1994: Vor enestående tid (Frozen Annals)
- 1996: Grønland på vej – Hjemmestyre siden 1979
- 2002: Andala og Sofiannguaq